# Kaz Patafta
Kaz Patafta (Canberra, 25 de Outubro de 1988) é um futebolista australiano de origem laosiana.
Patafta foi um dos melhores jogadores do Mundial Sub-17 disputado em 2005 no Peru, tendo chamado a atenção dos olheiros internacionais. Foi pré-convocado para o Mundial FIFA 2006 tendo ficado em standby devido à lesão de Harry Kewell e Tim Cahill. Jogou em 2006 no Benfica, de Portugal.